# Tethysphytum
Tethysphytum,  monotipski rod crvenih algi iz porodice Hapalidiaceae. Jedina vrsta je morska alga T. antarcticum, s tipičnim lokalitetom u Rossovom moru u zaljevu Tethys